# Blackburneus richteri
Blackburneus richteri är en skalbaggsart som beskrevs av Schmidt 1911. Blackburneus richteri ingår i släktet Blackburneus och familjen Aphodiidae. Inga underarter finns listade.